# Václav Čevona
Václav Čevona (* 24. Mai 1922 in Ružomberok; † 9. Januar 2008 in Ústí nad Orlicí, Tschechien) war ein tschechoslowakischer Leichtathlet, der vor allem als Mittelstreckenläufer erfolgreich war.
Čevona war 1944, 1946, 1948, 1950 und 1951 tschechoslowakischer Meister im 1500-Meter-Lauf und stellte auf den Strecken von 800 bis 2000 Meter elf Landesrekorde auf.
Bei den Europameisterschaften 1946 in Oslo siegten die beiden Schweden Lennart Strand und Henry Eriksson. Dahinter kämpften vier Läufer um die Bronzemedaille, die schließlich der Däne Erik Jørgensen in 3:52,8 Minuten gewann. Čevona belegte in Landesrekordzeit von 3:53,0 Minuten den vierten Platz.
1948 erreichte Čevona in 3:49,4 Minuten seine schnellste Zeit. Bei den Olympischen Spielen 1948 in London siegte Henry Eriksson vor Lennart Strand und Willem Slijkhuis, und Čevona wurde in 3:51,2 Minuten erneut Vierter. Zwei Jahre später wurde er bei den Europameisterschaften 1950 in Brüssel in 3:51,4 Minuten Sechster. Bei den Olympischen Spielen 1952 in Helsinki schied er im Halbfinale aus.
Václav Čevona war 1,76 m groß und wog in seiner aktiven Zeit 67 kg.